# Киселёв, Алексей Александрович
Алексей Александрович Киселёв (1911—1988) — советский учёный, инженер, специалист в области авиационного и ракетного металловедения.

## Биография
С 1930-х годов научный сотрудник ВИАМ.
В 1942-1943 годах совместно с Г. В. Акимовым создал мягкий жаропрочный наплавочный сплав на основе нихрома для клапанов авиационных двигателей.
1944-1955 годах участвовал в создании комплекса материалов, технологий и методов контроля атомной энергетики (Г. В. Акимов, С. Т. Кишкин, Р. С. Амбарцумян, А. А. Киселёв, А. М. Глухов).
Кандидат технических наук.
Работал до последнего дня.

## Награды и премии
- Сталинская премия второй степени (1946) — за разработку и внедрение в производство нового жаростойкого сплава для клапанов авиамоторов, заменяющего дефицитные цветные металлы

## Семья
- сын — Евгений Киселёв (род. 1956), тележурналист.

## Научные труды
- Акимов Г. В., Киселёв А. А. Металловедение клапанного узла авиационного мотора и новый принцип улучшения его работы в связи с проблемой повышения мощности. — М.: Гособорониздат, 1946. — 124 с. (о)